# 85th Street-Forest Parkway
85th Street-Forest Parkway, in origine solo Forest Parkway, è una fermata della metropolitana di New York situata sulla linea BMT Jamaica. Nel 2019 è stata utilizzata da 1 061 293 passeggeri. È servita dalla linea J, attiva 24 ore su 24.

## Storia
La stazione fu aperta il 28 maggio 1917.

## Strutture e impianti
La stazione è posta su un viadotto al di sopra di Jamaica Avenue, ha due binari e due banchine laterali. Il mezzanino, posizionato sotto il piano binari, ospita le scale per accedere alle banchine, i tornelli e le due scale per il piano stradale che portano all'incrocio con 85th Street, una all'angolo nord-est e una all'angolo sud-est.

## Interscambi
La stazione è servita da alcune autolinee gestite da NYCT Bus.
- Fermata autobus